# فيلانيوفا ديل فرانسو
بلدية فيلانيوفا ديل فرانسو (بالإسبانية: Villanueva del Fresno)‏, هي إحدى بلديات مقاطعة بطليوس, التي تقع في منطقة إكستريمادورا, والتي تقع في غرب إسبانيا.
يبلغ عدد سكانها 3.497 نسمة وفقاً لإحصائية سنة (2002).